# 京秦铁路
京秦铁路全长294公里，现为京哈线的一部分。线路位于华北平原，西起北京市，经河北省东北部到达秦皇岛市。沿线农业以小麦、玉米为主，是河北省的主要农渔产区。矿产资源丰富，以铁矿石和煤为主。工业有采矿业、钢铁等工业。京秦铁路在北京铁路枢纽与丰沙铁路、京包铁路和京原铁路相通，向东直达秦皇岛市——中国最大的煤炭外运基地，与海上运输线衔接，构成山西煤炭的重要运输线。京秦铁路首通段于1975年9月1日通车，全线于1985年完成，是六五计划的重点建设项目之一，也是中国第一条一次建成的双线电气化铁路。

## 首期工程：通坨铁路

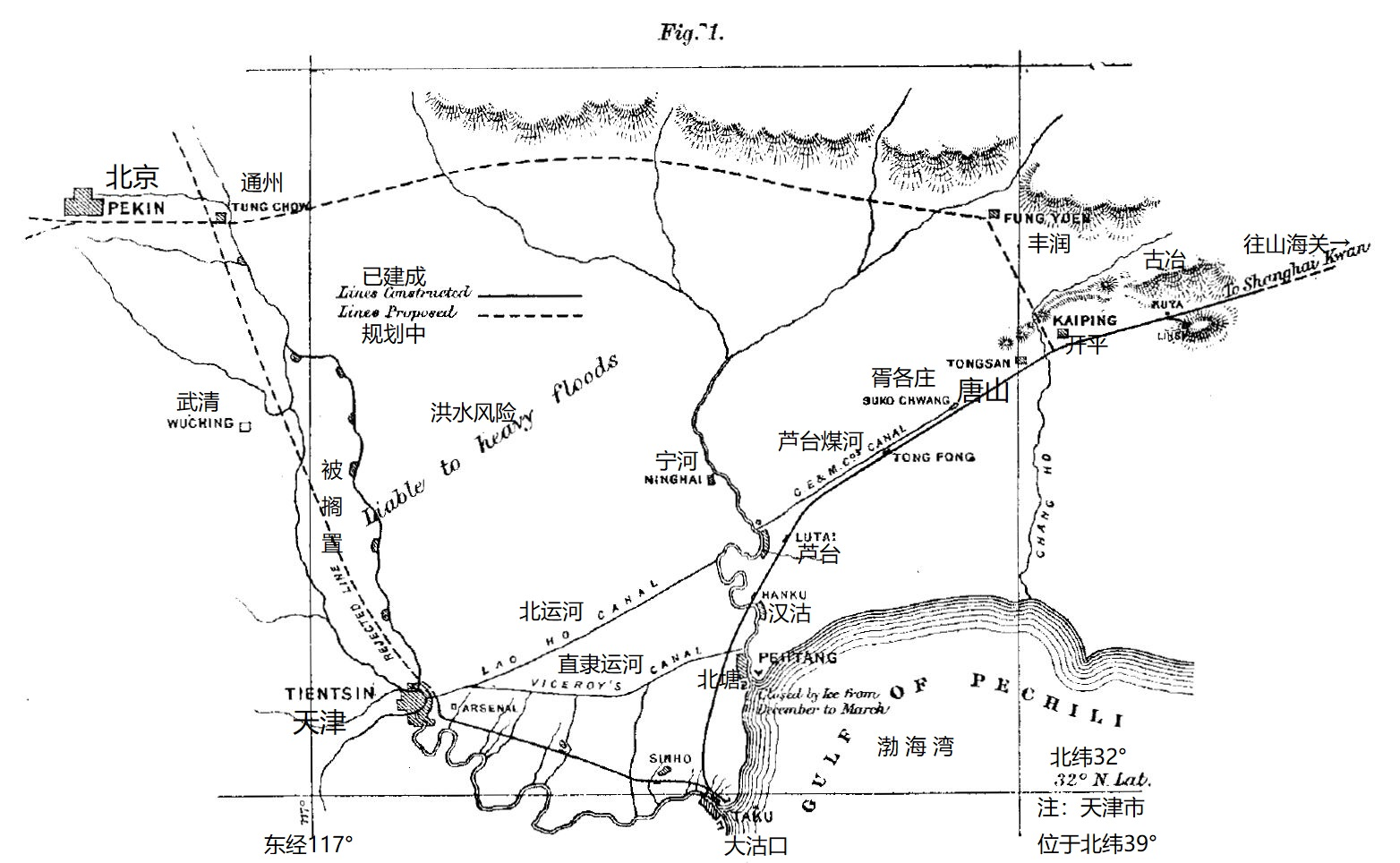
金达在1891年提供的铁路计划。图中可以看见规划中的通州-丰润铁路计划。

### 雏形
早在1891年时，时任京奉铁路总工程师金达就曾提出过修建通州至丰润的铁路计划，但是最后未能成事。

### 计划
长期以来，津山铁路都是唯一连通山海关内外的铁路，随着时代的发展，铁路车流量越来越多，交通压力也越来越大，津山铁路经常处于超负荷运营状态，为分担津山铁路沉重的运输压力，缩短首钢集团到迁安市矿山的距离，缩短北京到东北的运行距离，分流天津站的铁路车流量，及促进河北的农业发展，1970年6月，在周恩来总理的指示下，交通部下达了修建通县站至坨子头站铁路线的计划，并交由铁三院负责设计。设计的路线利用已经建成的通州支线，从通州东延至滦县，途径河北省东北部。1972年12月，第一批施工资料完成；1973年10月，所有施工资料完成；1975年8月，工程设计完成。
| 项目       | 数据                   |
| ---------- | ---------------------- |
| 土石方     | 766立方米              |
| 桥梁       | 5.8公里 168座          |
| 涵渠       | 4.6公里 347座          |
| 铺轨       | 187.3公里              |
| 房屋       | 13.4万平方米           |
| 车站       | 36个                   |
| 投资       | 1.9亿元                |
| 电气化设施 |                        |
| 通信电缆   | 261公里                |
| 输电线路   | 高压200公里 低压38公里 |
| 电话所     | 3处                    |
| 信号站/所  | 28个                   |
| 变电所     | 6个                    |

### 建设
通坨铁路的施工由铁道兵第4师承担。施工从1973年1月开始，至1975年底完成。修建的路线从通县东站起，向东经三河、大厂、蓟县、玉田、迁安、丰润、滦县等县市后到达秦皇岛市，途中绕开冀东煤田，最后在坨子头站与京山铁路接轨。
铺轨工程从1973年7月开始，从通县和滦县两端同时进行，至1974年4月28日完成。随后，站房的建设于1975年完成，供电和通信信号设备也在同年8月完成。
待建成铁路的沿线人口密度较大，对于施工部队来说既是干扰，也是机遇；一方面，沿线的村庄、道路和通信线路比较密集，部队需要与地方政府部门保持联系；另一方面，施工部队会在一些人口密度较大的村镇，将一些工程分包给沿线的公社和生产队，这样既能加快工程的进度，也能为沿线居民带来收入。这种“军民合作”的模式后来还得到了国家计委和建委的赞扬。
通坨铁路在1975年第二季度通过验收，并交由北京铁路局接管。

### 开通客运
通坨铁路通车后不久即开通客运，从1980年10月11日开始，大部分北京到东北的列车在北京站到滦县站的运行线路由津山铁路陆续改为在本线运行，不再经停天津站和唐山站，例如17/18次列车，152/153、154/151次列车，159/160次列车，171/172次列车等，津山铁路从此主要承担大部分南方到东北的客运车流量。

## 二期工程：从滦县到秦皇岛

### 规划
为进一步分流京山铁路的运输压力，缩短山西的煤炭到秦皇岛港的时间，铁道部向国家计委和建委呈报了修建北京至秦皇岛铁路的计划，并在1981年得到了两方的批准。计划的线路从双桥站起，沿既有通坨铁路到狼窝铺站，再从狼窝铺站修建新线至秦皇岛站；由于计划的线路为复线，故狼窝铺-秦皇岛段将直接建成复线，而既有的通坨铁路也将增建第二线。计划由铁三院承担总体设计，北京局、大桥局、电气化局和沈阳局参与。复线的设计在1981年12月完成，秦皇岛段改线的设计在1982年11月完成，包括车站建设的正线设计在1983年3月完成。值得注意的是，京秦铁路的电气化设计在1983年4月就由电气化局完成，并在后来的新线建设中一同施工；京秦铁路的电气化建设不仅包括了既有的通坨段和通州支线，还包括了丰台西站和丰双铁路。

### 施工
京秦铁路的施工由中铁一局、三局、大桥工程局和北京局完成，其中一局承担丰润-秦皇岛段142.9公里、秦皇岛改线20公里和联络线12.1公里的建设，三局承担双桥-丰润间130公里的建设，电气化局负责全线的“四电”建设，北京局负责东郊站铁路立交工程；另外，三局和电气化局还承担了东北环线和西北环线的部分工程，北京局还承担了丰台西站改造的任务。
经过了一年多的筹备之后，1981年9月，京秦铁路破土动工，在秦皇岛附近开始了第一批建设。1982年1月，国务院常务会议决定加快京秦铁路建设，要求1984年通车，1985年运煤，1986年完成电气化，比铁道部计划提前一年；同时，会议还决定由沿线省市和铁道部成立京秦铁路建设领导小组。随后，铁道部立即召开紧急会议，决定双桥至狼窝铺站于1983年底建成使用，狼窝铺至秦皇岛段1984年6月铺通，1985年下半年运煤，电气化工程在1984年开工，1986年完工，与土建同时进行。
1982年3月，工程全面开工。同月，秦皇岛段的改建工程开工，并在1984年9月28日竣工。北京枢纽内的改造从1983年开始，至1984年完工，东郊站的改造在1986年的数个月里完成。1983年5月17日，双桥-狼窝铺段第二线铺轨完成；12月20日，京秦铁路在河北省抚宁区接轨，比国务院规定的时间提前了一年。当天下午，铁道部在抚宁区召开了提前祝捷大会，一众中央领导人参加，包括时任中共中央政治局委员的国务院副总理万里、李鹏和中共中央书记处书记胡启立，李鹏还在大会上应邀讲话；黄植诚和侯德健也应邀参加。
在京秦铁路通车后，原先的狼窝铺-坨子头区间更名为狼坨联络线，后来又在京山铁路的改造中成为了京山铁路的正线。

#### “四电”建设
1984年7月1日，在双桥-狼窝铺段完成改造，狼窝铺-秦皇岛段铺轨完成后，北京局接管了京秦铁路并开始运营。12月28日，狼秦段的“三电”工程（电力、通信和信号）投入使用。1985年1月4日，双桥站的电气集中投入运营，标志着京秦铁路全线281公里的“三电”工程全部开通。全线的“三电”任务由北京局电气化工程公司、第三工程公司承担。京秦铁路的电气化工程从丰台西站开始，至山海关站，需覆盖341公里复线和89公里单线，电路的供电方式在大部分区间采用自耦變壓器，北京枢纽内采用吸流变压器；此工程也是中国第一项接受日本对华政府开发援助的铁路工程。工程于1983年3月开工，1985年11月竣工。同年12月18日上午还，京秦铁路开通仪式在丰台西站举行；10:36时，第一列电气化列车——由韶山1型电力机车牵引的60节车皮——从丰台西站出发前往山海关站。时任铁道部高级领导李森茂、孙永福和蔡庆华参加了仪式。

#### 成就
1986年12月，验收委员会在验收时，认为京秦铁路的建设速度快、质量高，并给出了优良的总评。1987年，京秦铁路电气化工程被评获国家质量银质奖。不少工程也被铁道部评为优质工程。

## 通车后

### 日常维护
1978年，北京工务段将11.7公里的轨道更换为50公斤/米的无缝铁轨，在1989年时又更换为60公斤/米；至1995年，60公斤/米钢轨共有35.9公里。
1996年4月至5月，为满足北京至北戴河间开行快速列车的需求，北京铁路局对京秦线北京-狼窝铺段线路、站场、桥梁、通信、信号、电气化及车辆段辅助设施进行改造，韩家林、管城、彩亭桥、邦均4站被撤销:155，京秦线全线则于1997年9月至11月接受提速改造:156。
2006年10月19日，中铁六局完成了京秦铁路通县至丰润段的信号改造，将该区间130.4公里、12个车站的信号系统升级为CTCS-2。

### 提速改造
作为中国铁路大提速的一部分，京秦铁路在1996-2003年期间进行了多次改造，使线路能承载200公里/小时的动车组。
1996年，北京至狼窝铺的167.5公里和京山铁路狼窝铺至秦皇岛的110公里区间进行了改造；4月，北京铁路局北京勘测设计院完成了施工设计，随后由北京铁路局北京铁路工程总公司和大修工程处在5月底完工，共改造了16个车站，拆除了4个车站，新设置了60组12号道岔、7组18号道岔、更换了36组道岔，调整57处曲线超高，加固55座桥梁，更换近1.9万根混凝土枕木，补充碎石5万立方米，打磨钢轨30公里。当年7月1日，“北戴河”号快速列车首发。:155-158
1997年，本线被再次改造，工程由北京设计院在4-7月完成设计，北京铁路工程总公司在9月底到11月底施工。完工后，线路的时速提高到了160公里/小时，燕郊站至丰润站区间还预留了提速至200公里/小时的条件。:155-1581998年6月11日，北京站至北京东站增建二线工程建成投产。
最大规模的一次改造在2001-2003年间。此次“京秦客运通道提速改造”由铁三院设计，中铁四局、五局、十一局、十二局、十六局、十七局、十八局、电气化局、成都局、济南局、北京和太原的铁路工程总公司参与施工；为保证工程顺利进行，铁道部还成立了以部长傅志寰为组长、副部长蔡慶華、刘志军、王兆成为副组长的领导小组。:155-158
此次施工的区间中，117.8公里提速至200公里/小时，117.6公里提速至160公里/小时，京山铁路的狼窝铺至秦皇岛段也实现了电气化。工程更换了近369公里轨枕，架设了近650公里、材料为银铜合金的高架電纜，改造了32个车站，新建、改建了186座桥梁，更换了188.6公里碎石；另外，全线的道岔都换成了12号道岔，还在狼窝铺站铺设了2组38号岔道；全线的铁轨也换成了无缝铁轨；为确保通讯的效率，全线还引进了数字电话。:155-158在施工期间，为保证运输的畅通，列车都从侧线绕行。
2002年12月25日，工程完成；随后，“中华之星”动车组和韶山9型电力机车开始试运行。2003年10月12日，改造后的线路与秦沈客运专线一同开通。:155-158

### 里程变化
京秦铁路在规划和建设时的起点（零公里标）都位于双桥站；在起点改为北京站后，双桥以东车站的里程都在原先的数值上增加了12.5公里:56:157。
2003年，在完成了提速改造工程后，狼窝铺-滦县-秦皇岛一线调整为京秦线，狼窝铺-迁安-秦皇岛一线调整为京山线:125,158。
| 京秦铁路→京山铁路                              | 京秦铁路→京山铁路 | 京秦铁路→京山铁路 |
| 车站                                           | 原里程（公里）    | 现里程（公里）    |
| ---------------------------------------------- | ----------------- | ----------------- |
| 狼窝铺站，京山铁路292，京秦铁路166.7，里程不变 |                   |                   |
| 沙子河                                         | 178.3             | 303.8             |
| 马铺营                                         | 187.7             | 313.2             |
| 迁安                                           | 204.2             | 329.7             |
| 包官营                                         | 216               | 341.5             |
| 卢龙                                           | 232               | 357.5             |
| 双望                                           | 241.3             | 366.8             |
| 曹东庄                                         | 252.6             | 378.1             |
| 抚宁                                           | 261.7             | 387.2             |
| 榆关                                           | 270               | 395.5             |
| 义卜寨                                         | 278.2             | 403.7             |
| 秦皇岛                                         | 293.6             | 419               |

## 运营
通坨铁路在全线铺轨完成后就开始了“临管”运营。1975年验收后，线路被移交给北京局管理。开始运营没多久，唐山就发生了强烈的地震。由于京山铁路在地震中受损，通坨铁路承担起了关内外交通的重要通道。到1980年，通坨线区段平均货流密度上行最高615万吨，下行最高705万吨。
1984年7月1日，为提高运输能力，京秦铁路提前简易开通。当时狼窝铺至秦皇岛段的“三电”仍然在施工，所以列车在经行此区间时只能采用电话闭塞。在全线“三电”开通后，双桥站的编组能力和全线的运输效率得以提高，为1985年1000万吨的运输量创造了条件。
在京秦铁路开通后，相比经行京山铁路，货运和客运列车的里程分别缩短了70和110公里。
1996年7月1日，京秦铁路在改造后，“北戴河”号快速列车首发；北京至北戴河的列车运行时间从3小时38分缩短到2小时30分。

## 走入历史
2006年12月31日，京秦铁路、秦沈客专、长大铁路和长滨铁路合并为京哈铁路。